# Монтеверде, Николай Августинович
Никола́й Августи́нович Монтеве́рде (13 [25] февраля 1856, Санкт-Петербург — 18 августа 1929, Ленинград) — русский и советский ботаник, специалист в области морфологии растений, заведующий музеем и биологической лабораторией, главный ботаник Императорского ботанического сада в Санкт-Петербурге. Член-корреспондент Российской академии наук по отделению физико-математических наук (по разряду биологическому (ботаника)) c 2 декабря 1922 года. А. А. Еленкин называл Н. А. Монтеверде в ряду «выдающихся деятелей в области физиологии растений», среди А. Ф. Баталина, И. П. Бородина, Д. О. Ивановского, К. А. Тимирязева, А. С. Фаминцына и других.

## Путь в науке
Родился 13 (25) февраля 1856 года в семье военного инженера генерал-майора Августина Антоновича Монтеверде (?—25.3.1875), испанца, состоявшего на русской службе, принявшего в мае 1854 года присягу на верноподданство Российской империи за себя и всю свою семью, и его первой жены Каролины Федерсен (нем. Charlotte Karol. Henr. Ernest. Feddersen; ?—07.02.1863). Был шестым ребёнком.
В 1875 году окончил Ларинскую гимназию. Высшее образование получил в Санкт-Петербургском университете, который окончил в 1879 году и был оставлен при университете для приготовления к профессуре.
С 1880 по 1892 год состоял ассистентом по кафедре ботаники при Санкт-Петербургском лесном институте, работал под руководством И. П. Бородина.
В 1892 году скончался Э. Л. Регель и директором Ботанического сада в Санкт-Петербурге был назначен А. Ф. Баталин. На освободившееся место заведующего биологической лабораторией и ботаническим музеем сада был приглашён Н. А. Монтеверде. Он ввёл карточную регистрацию и регулярную систематизацию поступавших материалов, приток которых при нём значительно возрос. Благодаря его деятельности музей стал крупным научным центром, хотя работников музея в то время было всего четверо: сам Монтеверде, его помощник, совмещавший функции лаборанта, препаратор и служитель.
Центральной задачей исследований биологической лаборатории стали работы по фотосинтезу. Начались работы по анатомии растений, причём они велись Монтеверде в связи с темами по изучению растительных продуктов. Различные растительные материалы и изделия из них в эти годы в большом количестве поступали в музей, пополняя коллекцию экономической ботаники. Монтеверде создал зал экономической ботаники, где были выставлены лекарственные и пищевые растения. Он разработал новые способы консервации и монтировки растительных объектов, включая объёмную сушку цветков в песке. Распространяя ботанические знания, Монтеверде перевёл на русский язык «Ботанический атлас», который был дополнен изображениями растений русской флоры.
За диссертацию «Об отложении щавелевокислых солей кальция и магния в растении» (опубликована в «Трудах Санкт-Петербургского общества естествоиспытателей», 1889 год) в 1890 году получил степень магистра ботаники.

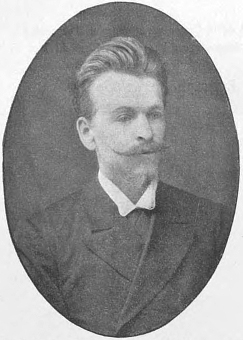
Н. А. Монтеверде, 1900 г.

Вместе с А. И. Базаровым Монтеверде написал и издал практическое руководство к использованию дикорастущих и разведению культурных душистых растений «Душистые растения и эфирные масла»; в первую часть (Санкт-Петербург, 1894) вошли общие сведения, во второй (Санкт-Петербург, 1895) описаны душистые растения и эфирные масла (Санкт-Петербург, 1894—1895).
Был произведён в действительные статские советники 2 апреля 1906 года.
В 1915 году при ботаническом музее был создан Отдел лекарственных растений, заведование которым было поручено Н. А. Монтеверде, а помощниками его были назначены В. Н. Любименко и Н. Н. Монтеверде. Во время Первой мировой войны Монтеверде произвёл учёт сырья по лекарственным растениям в европейской России, на Кавказе и в Средней Азии, указал способы их получения. Вскоре были составлены и напечатаны программы и инструкции по сбору и предварительной обработке лекарственных растений, в том числе и две работы Н. Н. Монтеверде, посвящённые лекарственным растениям Среднего и Нижнего Поволжья и Уральской области.
В 1918 году в связи с голодом, постигшим Россию в результате революций, Монтеверде совместно с В. Н. Любименко написал популярную брошюру «Съедобные дикорастущие растения северной полосы России».
В 1919 году биологическая лаборатория отделилась от музея и была преобразована в самостоятельный отдел, получивший название Отдела экологии и физиологии растений, при музее была создана особая лаборатория по изучению растительных продуктов и лекарственных растений с опытным участком при ней, что позволило развернуть фитохимические исследования. В ней Н. А. Монтеверде и другие учёные изучали накопление в растительных тканях действующих веществ в зависимости от влияния различных факторов, проводили химические и фармакогностические исследования различных растительных продуктов из коллекций музея; особо изучали продукты восточной медицины. В 1927 году Монтеверде и А. Ф. Гаммерман опубликовали большой труд, основанный на результатах обработки материалов, собранных в течение ряда лет экспедициями Б. А. Федченко, В. И. Липского и В. А. Дубянского, под названием «Туркестанская коллекция лекарственных продуктов музея Главного ботанического сада».
Научные исследования Монтеверде относятся к различным областям анатомии и физиологии растений. Изучал жировые включения растительных клеток. Выполнил ряд работ по углеводному (влияние углеводов на синтез аспарагина, распространение маннита и дульцита в растительном мире) и минеральному обмену. Рассматривал кристаллические отложения как систематический признак, характерный для определённых групп растений (семейств и родов). Определил постоянное количественное соотношение между жёлтыми и зелёными пигментами в пластидах высших растений, что позволило предположить существование генетической связи между ними. В 1889 году установил зависимость образования щавелевой кислоты от действия света.
Особенно известны работы Монтеверде по изучению хлорофилла и сопутствующих ему ферментов. В 1912 году совместно с В. Н. Любименко установил, что хлорофилл образуется из хлорофиллогена.

## Награды
- Орден Св. Анны 2-й степени (1898 год)
- Орден Св. Владимира 3-й степени (1910 год)
- Орден Св. Станислава 1-й степени (1913 год)
- Медаль «В память царствования императора Александра III»
- Медаль «В память 300-летия царствования дома Романовых»

## Семья
В 1879 году женился на Софии Георгиевне фон Эст (нем. Sophie Emilie von Oest). Их дети:
- София (1883—1943),
- Николай (1885—1952) — советский учёный, специалист по лекарственным растениям, кавалер ордена «Знак Почёта» (17 мая 1944 года),
- Вера (1889—1944) — кандидат биологических наук, занималась фитопатологией, замужем (с 18 июля 1914 г.[8]) за Аполлинарием Семёновичем Бондарцевым.

Старший брат Николая Августиновича Пётр Августинович Монтеверде — литератор-беллетрист и журналист (псевдонимы Пётр Петров и Амикус), русской службы подполковник, во время сербо-турецкой войны — старший адъютант генерала М. Г. Черняева.